# Liste der Herren und Grafen von Egmond
Liste der regierenden Herren und Grafen von Egmond aus dem Haus Egmond.

## Herren von Egmond
- Radbold
- Wolbrand
- Dodo I.
- Walger († 1036)
- Dodo II. († 1074)
- Beerwout I. († 1114)
- Beerwout II. († 1160)
- Albert († 1185)
- Wouter († 1208)
- Willem I. (* 1180; † 1234)
- Gerard (* 1200; † 1242)
- Willem II. († 1324)
- Jan I. (* 1310; † 1369)
- Arend (* 1349; † 1409)

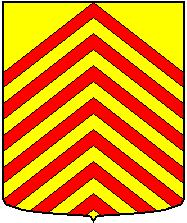
Stammwappen der Grafen von Egmond

- Jan II. Jan met de Bellen (* 1385; † 1451)
- Willem III. (* 1412; † 1483)

## Grafen von Egmond

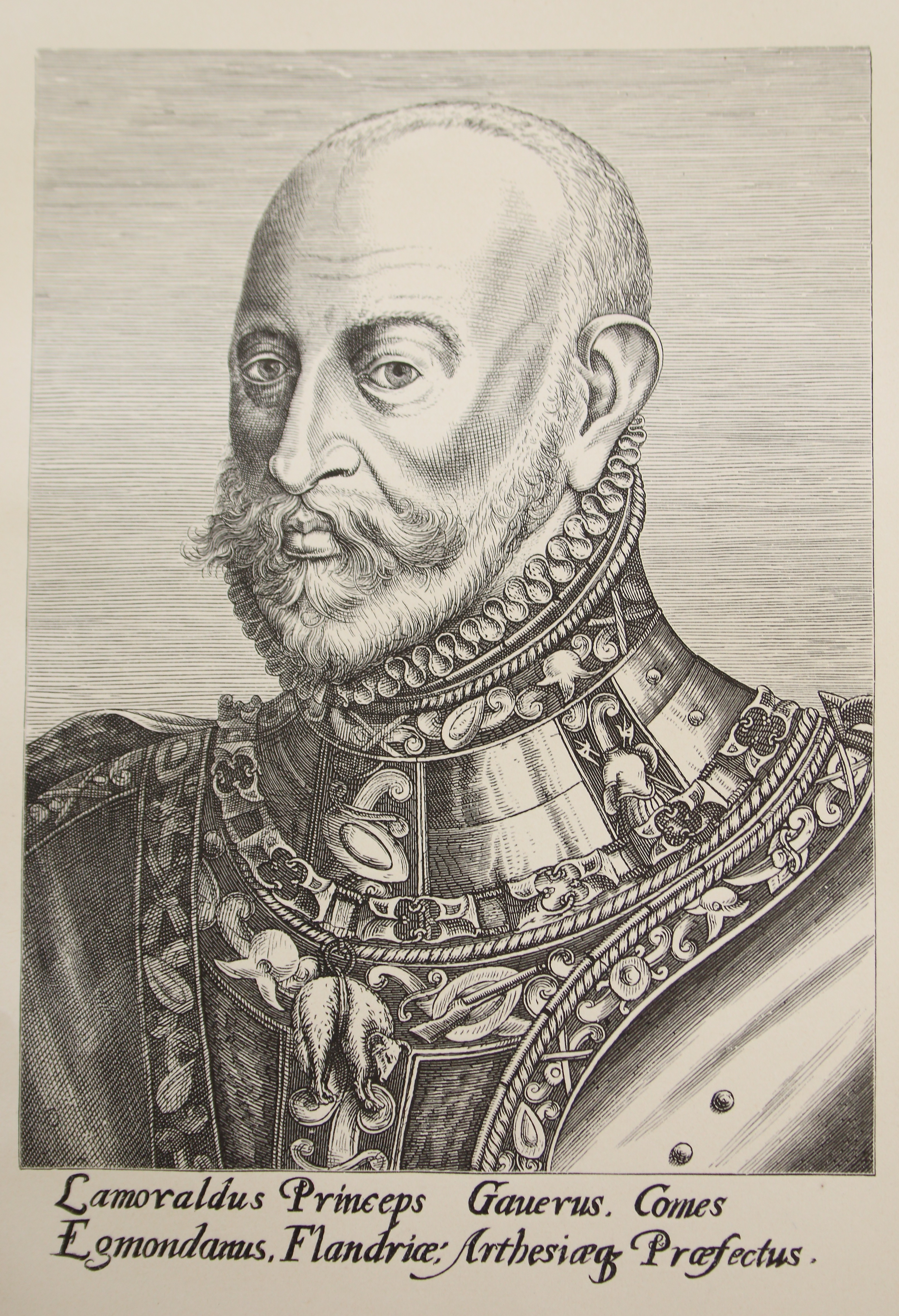
Lamoral I. von Egmond (1522–1568), spanischer Statthalter von Flandern und Artois (Goethes Egmont)

- Johann III. (oder I.) Manke Jan (* 1438; † 1516)
- Johann IV. (oder II.) (* 1499; † 1528)
- Karl I. († 1541)
- Lamoral I. (* 1522; † 1568), Fürst von Gavere
- Philip (* 1558; † 1590)
- Lamoral II. († 1617)
- Karel II. (* 1567; † 1620)
- Lodewijk (* 1600; † 1654)
- Lodewijk Filips (* 1630; † 1682)